# Kjær & Richter

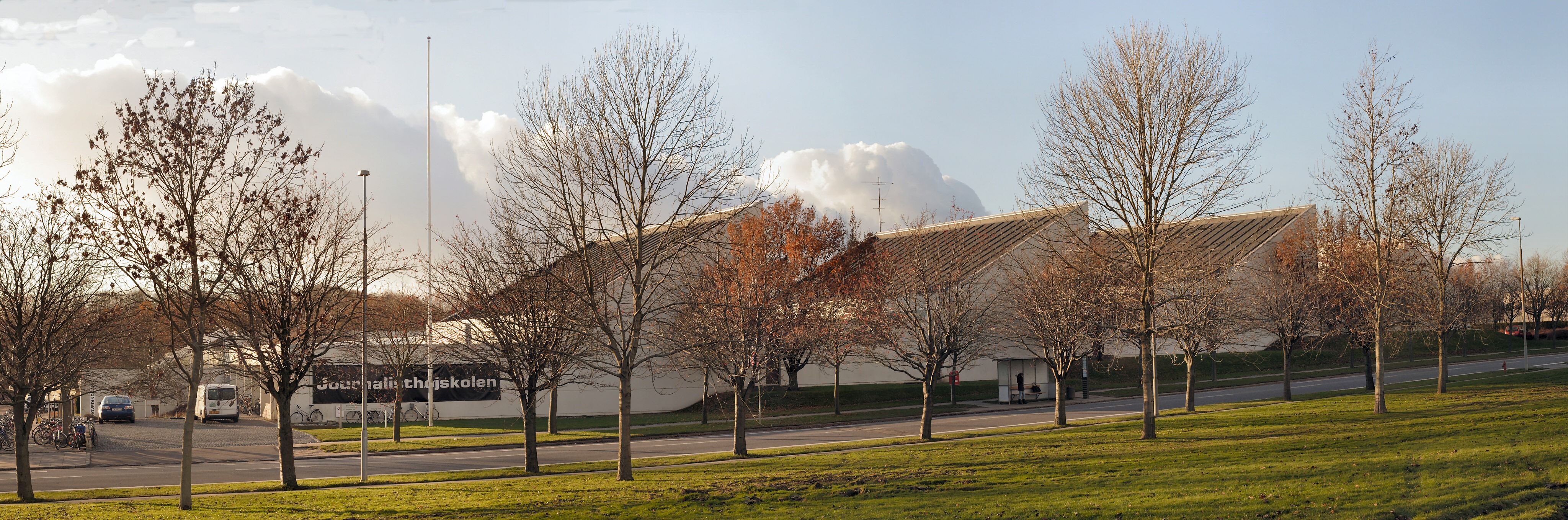
Danmarks Medie- og Journalisthøjskole, Århus.

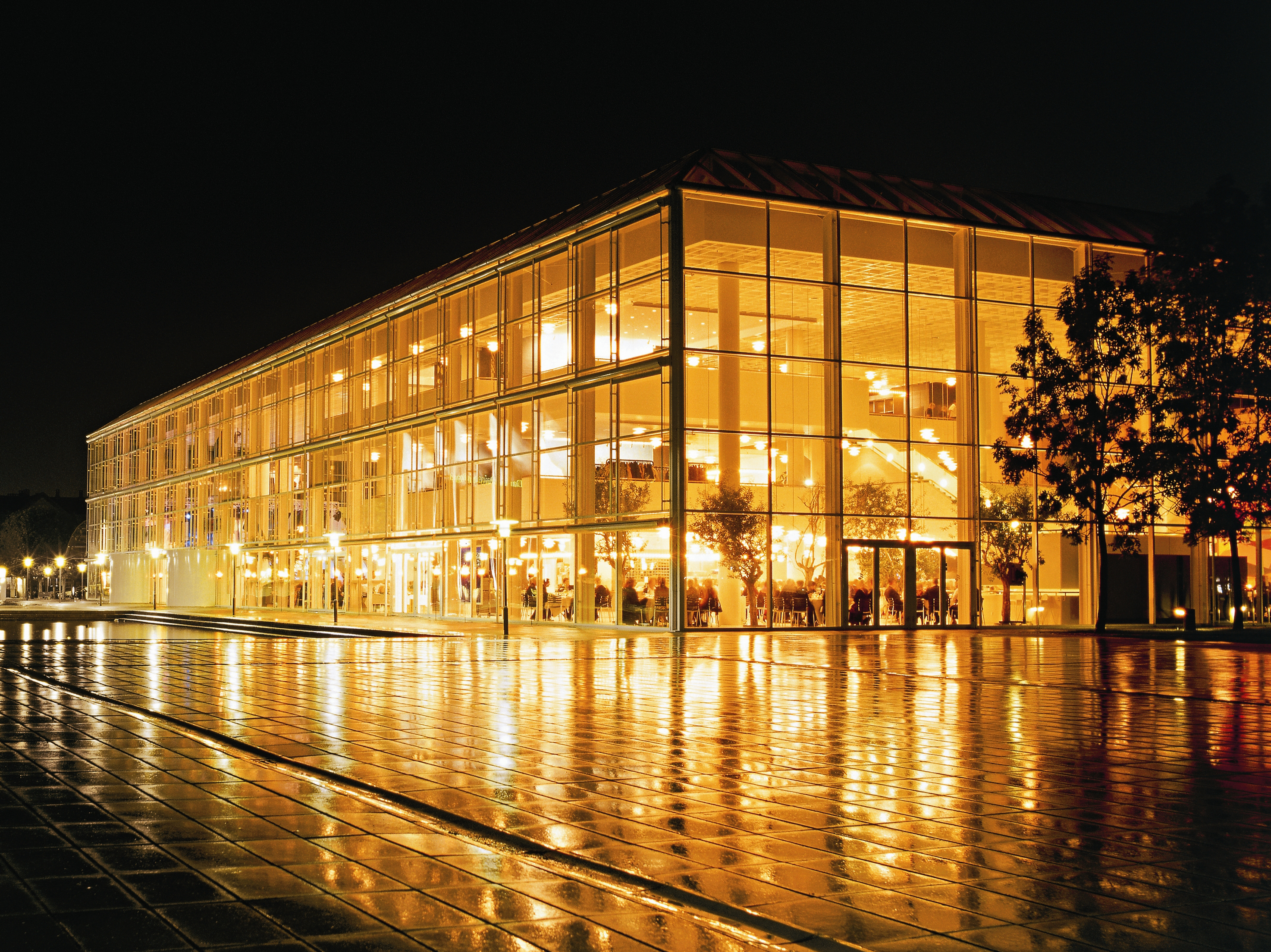
Musikhuset Århus.

Kjær & Richter, av företaget skrivet Kjaer & Richter är ett danskt arkitektkontor, som grundades av Werner Kjær (1924–1998) och Johan Richter (1925–1998). 
Verksamheten är en fortsättning av arkitektfirman Tegnestuen Richter & Gravers, som Johan Richter drev tillsammans med Arne Gravers.
Kjær och Richter vann 1954 första pris i en tävling om ett nytt statligt gymnasium i Århus, vilket ledde till bildandet av ett gemensamt arkitektkontor. Det är numera ett aktiebolag med kontor i Århus, Köpenhamn och Ålborg

## Byggnader i urval
- 1959: Århus Statsgymnasium
- 1972: Grenå gymnasium
- 1973: Danmarks Medie- og Journalisthøjskole, Århus
- 1980: Frederiksværk Gymnasium
- 1982: Musikhuset Århus
- 1989: Næstved Storcenter
- 1991: Storcenter Nord, Århus
- 1992: Vejle Musikteater
- 1992: Kattegatcentret, akvarium i Grenå
- 1992: Århus Købmandsskoles gymnasieafdeling i Vejlby, Århus
- 1993: Kolding Storcenter
- 1997: Kulturhuset i Skanderborg
- 1997: Arkitektskolen Aarhus
- 2001: Vestsjællands Kunstmuseum, Sorø
- 2004: Hotel Jacob Gade, Vejle
- 2008: University College Vest, Esbjerg
- 2010: Alandica hotell- och konferenscentrum i Mariehamn på Åland[1]
- 2014: Plaza Design by Utzon, Ålborg (i samarbete med Kim Utzon)